# Łopatnik czerwony
Łopatnik czerwony (Scaphiophryne gottlebei) – gatunek płaza bezogonowego z rodziny wąskopyskowatych (Microhylidae), dorastający do 4,0 cm długości. Cechuje się jaskrawym ubarwieniem. Występuje endemicznie w madagaskarskim masywie Isalo, gdzie zasiedla chłodne, wilgotne środowiska cechujące się małą ilością roślinności. Rozmnaża się eksplozywnie, a kijanki cechują się szybkim rozwojem. Gatunek zagrożony (EN) w związku z m.in. niewielkim zasięgiem występowania, degradacją środowiska naturalnego, a także nadmiernym odłowem.

## Wygląd
Gatunek średniej wielkości – samice osiągają 3,0–4,0 cm długości, a samce 2,0–3,0 cm. Ubarwienie rzucające się w oczy – gładki grzbiet jest biały, czerwonawy, zielonkawy i czarny, brzuch szarawy, a granice pomiędzy poszczególnymi barwami bardzo wyraźnie zaznaczone. Ubarwienie bardziej jaskrawe u samic niż u samców. Ciało okrągłe, pysk bardzo krótki, jama ustna mała. Oczy wydatne, a kończyny krótkie. Kończyny tylne mocno zbudowane, występuje guzek śródstopia (ang. metatarsal tubercle) używany do kopania nor. Dłonie posiadają pazury, którymi płaz ten czepia się pionowych ścian skalnych. Brak błony pławnej u palców dłoni. Palce stóp spięte dobrze rozwiniętą błoną pławną.

## Zasięg występowania i siedliska
Występuje w masywie Isalo w południowo-zachodnim Madagaskarze na wysokościach bezwzględnych 700–1000 m n.p.m. Zasięg występowania wynosi 983 km². Zasiedla wąskie kaniony, a środowisko cechuje się niską temperaturą (19–22 °C) i wysoką wilgotnością względną (blisko 100%). Roślinności zazwyczaj brak. Łopatnik jest gatunkiem kopiącym – często jest spotykany zagrzebany w piasku na dnie kanionu. Zdolny jest również do wspinaczki po pionowych ścianach kanionu.

## Rozmnażanie i rozwój
Samce nawołują z powierzchni wód powstałych z opadów deszczu lub przyczepione do skalnych powierzchni. Rozmnażają się eksplozywnie – a rozród pobudzany jest przez opad deszczu. Kijanki zasiedlają okresowe zbiorniki wodne i najprawdopodobniej cechują się bardzo szybkim rozwojem w związku z możliwością wyschnięcia zbiornika wodnego. Kijanki żywią się detrytusem. Za dnia zagrzebują się w mulistym podłożu zbiornika wodnego – w tej pozycji filtrują cząstki podłoża. W nocy wędrują ku powierzchni wody, gdzie filtrują cząsteczki zawieszone w wodzie. Młode osobniki tuż po przeobrażeniu mają 1,0–1,5 cm długości i mniej jaskrawe ubarwienie od osobników dorosłych.

## Status

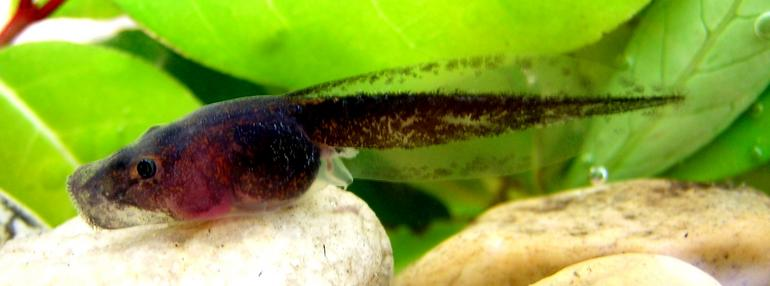
Kijanka S. gottlebei

Gatunek zagrożony (EN) w związku z niewielkim zasięgiem występowania (983 km²), degradacją jego środowiska naturalnego, a także nadmiernym odłowem, jako że łopatnik czerwony jest hodowany jako zwierzę domowe. Gatunek ten jako zwierzę domowe cechuje się wysoką śmiertelnością, co może prowadzić do wysokiego poziomu odłowu. Część zasięgu występowania płaza leży w obrębie Parku Narodowego Isalo.